# Paul I. Batthyány

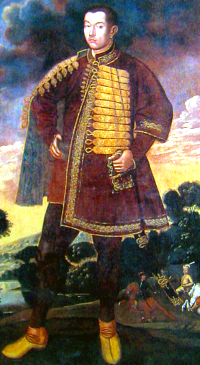
Ölgemälde von Paul I. in der Historischen Bilderhalle des Ungarischen Nationalmuseums

Paul I. Batthyány (ungarisch Batthyány I. Pál; * 1639 in Güssing; † 11. April 1674 ebenda) war ein ungarischer Magnat und Grundherr aus der Adelsfamilie Batthyány, und als solcher Graf von Batthyány de Németújvár. Er ist der Stammvater der jüngeren, nach ihm benannten Paul-Linie der Batthyány, von der alle heute noch lebenden Mitglieder der Familie abstammen.

## Herkunft und Familie
Paul I. entstammte dem alten und weit verzweigten ungarischen Magnatengeschlecht Batthyány, das später zu den bedeutendsten Adelsfamilien der Habsburgermonarchie gehörte. Er war der jüngere der beiden Söhne von Graf Adam I. Batthyány, der von der Familie als „Stammvater im engeren Sinn“ betrachtet wird, und dessen Ehefrau Aurora Katharina, geb. Formentini (1609–1653). Dessen Urgroßvater Christoph I. hatte zusammen mit seinem Onkel Franz I. Herrschaft und Burg Güssing 1524 von König Ludwig II. als Dank für ihre Leistungen im Kampf gegen die Osmanen erhalten. Adam I. wurde 1630 in den ungarischen und den römisch-deutschen Reichsgrafenstand erhoben und teilte sein Erbe unter seinen Söhnen Christoph II. und Paul I. auf. Christoph war der Begründer der älteren Linie der Familie, die später in den Fürstenstand erhoben wurde, Paul der Begründer der jüngeren gräflichen Linie, deren Hauptlinie der Fürstentitel nach dem Aussterben der älteren, ersten fürstlichen Linie im Jahr 1915 ein zweites Mal verliehen wurde.

## Leben und Wirken
Zusammen mit seinem Bruder Christoph wuchs Paul zunächst auf Schloss Rechnitz auf, wo beide von Hauslehrern unterrichtet wurden. Später besuchten sie das Jesuitengymnasium im 45 km weiter nordöstlich gelegenen Ödenburg. Im Jahr 1664 nahmen die beiden auch zusammen an der Schlacht bei Mogersdorf teil, die nur knappe 15 km südlich ihres Stammsitzes Güssing geschlagen wurde.

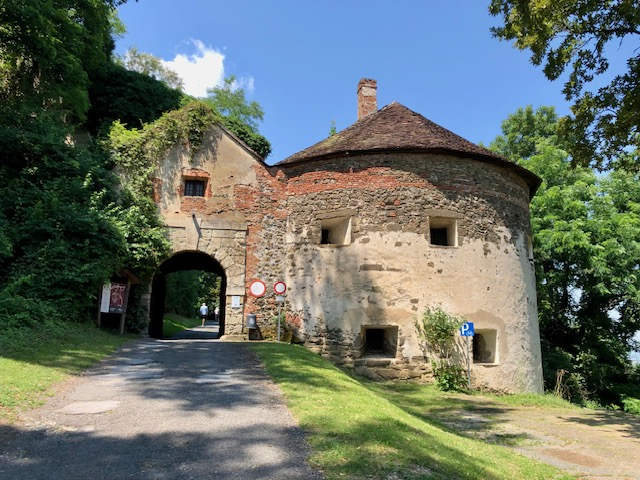
Der 1657 von Christoph II. und Paul I. Batthyány sanierte Scheibelturm mit dem ersten Tor der Burg Güssing

Nach dem Tod des Vaters im Jahre 1659 teilten Christoph und Paul dessen Besitz unter sich auf. 1660 wurde die Herrschaft Pinkafeld aufgeteilt, 1662 die Herrschaften Güssing, Schlaining und Rechnitz, 1669 die Herrschaft Bernstein, die zuvor mit der Herrschaft Pinkafeld vereinigt worden war. Letztere war zwar von Adam I. als Witwensitz für seine zweite Frau Barbara geb. Freiin Corbelli bestimmt worden, diese wurde aber von ihren Stiefsöhnen aus der Familie ausgeschlossen und genötigt eine Verzichtserklärung zu unterzeichnen. Als Grund führten die beiden an, ihre Stiefmutter habe einen nicht einwandfreien Lebenswandel geführt. Die Güterteilung von Paul und Christoph inkludierte auch die Räumlichkeiten auf der Stammburg in Güssing und die der Stammgüter in Szabadbattyán. Christoph erhielt zusätzlich noch Bicske und Körmend, Paul Csákány und Széntgrót.
Paul verstarb in relativ jungen Jahren am 11. April 1674 in Güssing. Er wurde in der von seinen Eltern gestifteten Batthyány-Familiengruft unter Franziskanerkloster und Klosterkirche Güssing, die von seinem Vater Adam I. errichtet wurden, bestattet. Die Vormundschaft über seine zu diesem Zeitpunkt noch im Kindesalter befindlichen Söhne Franz (1668–1720) und Sigmund (1673–1726) übernahm zunächst sein Onkel Ladislaus Graf Csáky. Später wurde sie auf Pauls älteren Bruder Christoph II. übertragen (siehe Geschichte der Herrschaft Pinkafeld).

## Ehe und Nachkommen
Paul I. war mit Katharina, geb. Gräfin Illésházy (1640–1681) verheiratet. Aus der Ehe gingen zwei Söhne hervor:
- Franz III. Graf Batthyány (1668–1720)

1. ⚭ Rosalia, geb. Gräfin Esterházy (1672–1689)
2. ⚭ Maria Anna, geb. Zehentner (1668–1714)

- Sigmund I. Graf Batthyány (1673–1726) ⚭ Isabella Rosina, geb. Gräfin Gallenberg (1672–1731)

Die Linie von Franz III. starb 1715 mit dem Tod seines Sohnes Josef Graf Batthyány (1692–1715) im Mannesstamm aus. Die Linie der Nachkommen von Sigmund I. teilte sich in drei weitere Zweige auf. Adam III. (1704–1782) begründete die Scharfensteiner, Emmerich I. (1707–1774) die Pinkafelder, und Sigmund II. (1712–1777) die Schlaininger Linie. Der Scharfensteiner Zweig starb 1831 aus, der Schlaininger Zweig 1934. Alle heute noch lebenden Mitglieder der Familie sind daher Nachkommen von Emmerich I. aus der Pinkafelder Linie.

## Auszeichnungen
- k.k. Kämmerer